# 新昆仑影业有限公司
新昆仑影业有限公司，香港电影公司。1982年3月由导演李翰祥创立。主要作品是1983年上映的《火烧圆明园》、《垂帘听政》、《火龙》（1986年作品）、《八旗子弟》（1987年作品）。
历史上另有一家“昆仑影业公司”，为1947年联华影艺社与规模很小的昆仑影业公司合并，仍沿用“昆仑影业公司”名义，制作了《一江春水向东流》（下集）、《万家灯火》、《三毛流浪记》、《乌鸦与麻雀》等影片。1950年，昆仑影业公司并入上海联合电影制片厂。